# Far Eastern Air Transport
Far Eastern Air Transport (FEAT oder auch FAT, chinesisch 臺灣遠東航空) war eine taiwanische Fluggesellschaft mit Sitz in Taipeh und Basis auf dem Flughafen Taipeh-Songshan.

## Geschichte
Die Fluggesellschaft wurde 1957 als Charterfluggesellschaft gegründet und nahm im November desselben Jahres den Flugbetrieb auf. Ihre ersten Linienflüge führte sie im Januar 1965 durch. Wegen finanzieller Probleme stellte sie den Flugbetrieb am 13. Mai 2008 ein. Am 18. April 2011 wurde der Flugbetrieb mit der Route Taipeh - Kinmen wieder aufgenommen.
Am 28. Februar 2018 wurde angekündigt, Bitcoin und weitere Kryptowährungen bei der Buchung von Flügen als Zahlungsmittel zu akzeptieren.
Aufgrund anhaltender Verluste und der Schwierigkeit, neue Finanzmittel aufzutreiben, stellte FEAT am 13. Dezember 2019 den Betrieb ein. Die Gesellschaft hatte noch im November außer Inlandsflügen auch Flüge nach Vietnam, Japan, Südkorea und China durchgeführt.

## Flugziele
Far Eastern Air Transport bediente von Taipeh aus Ziele innerhalb Taiwans und Asiens.

## Flotte

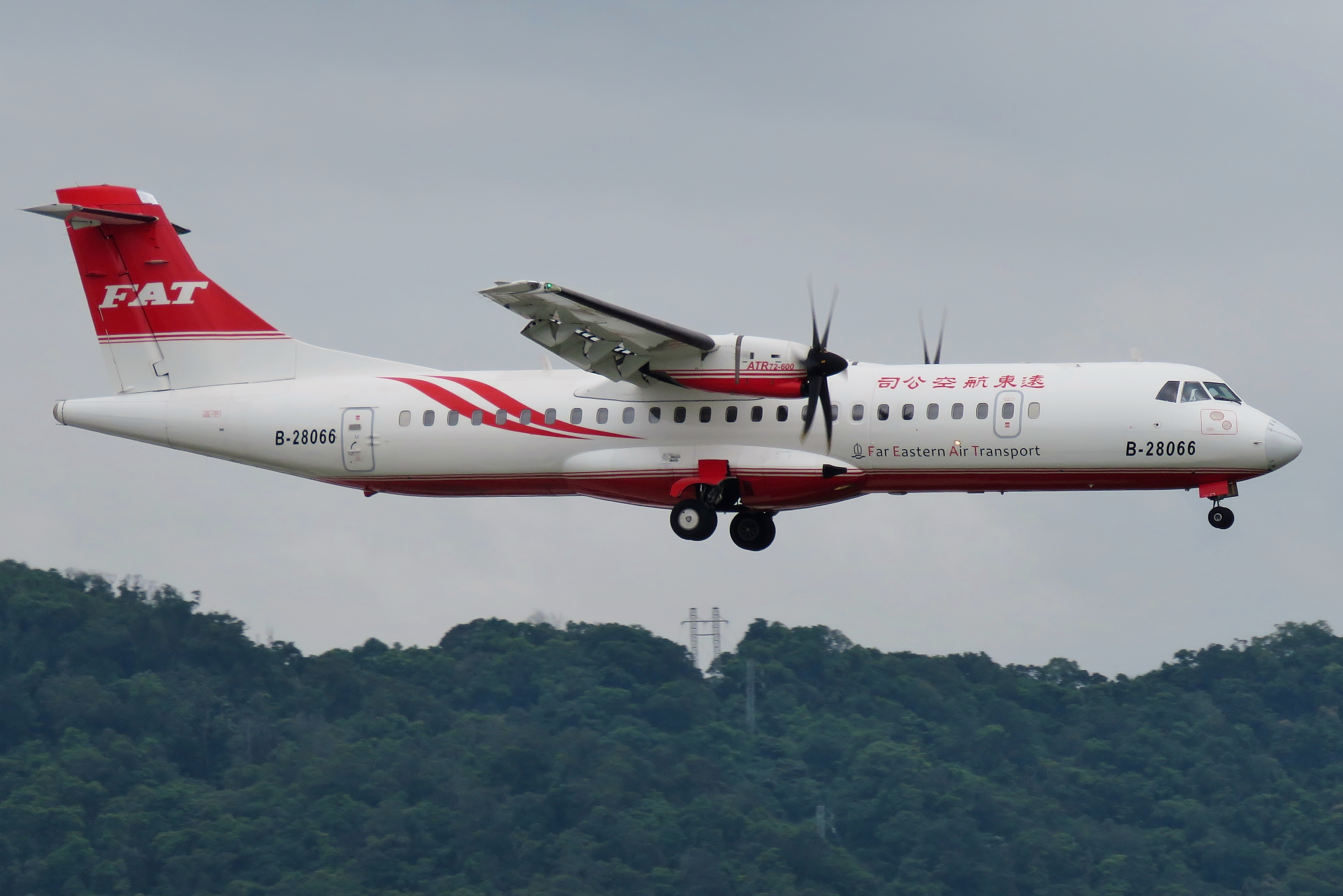
ATR 72 der Far Eastern Air Transport

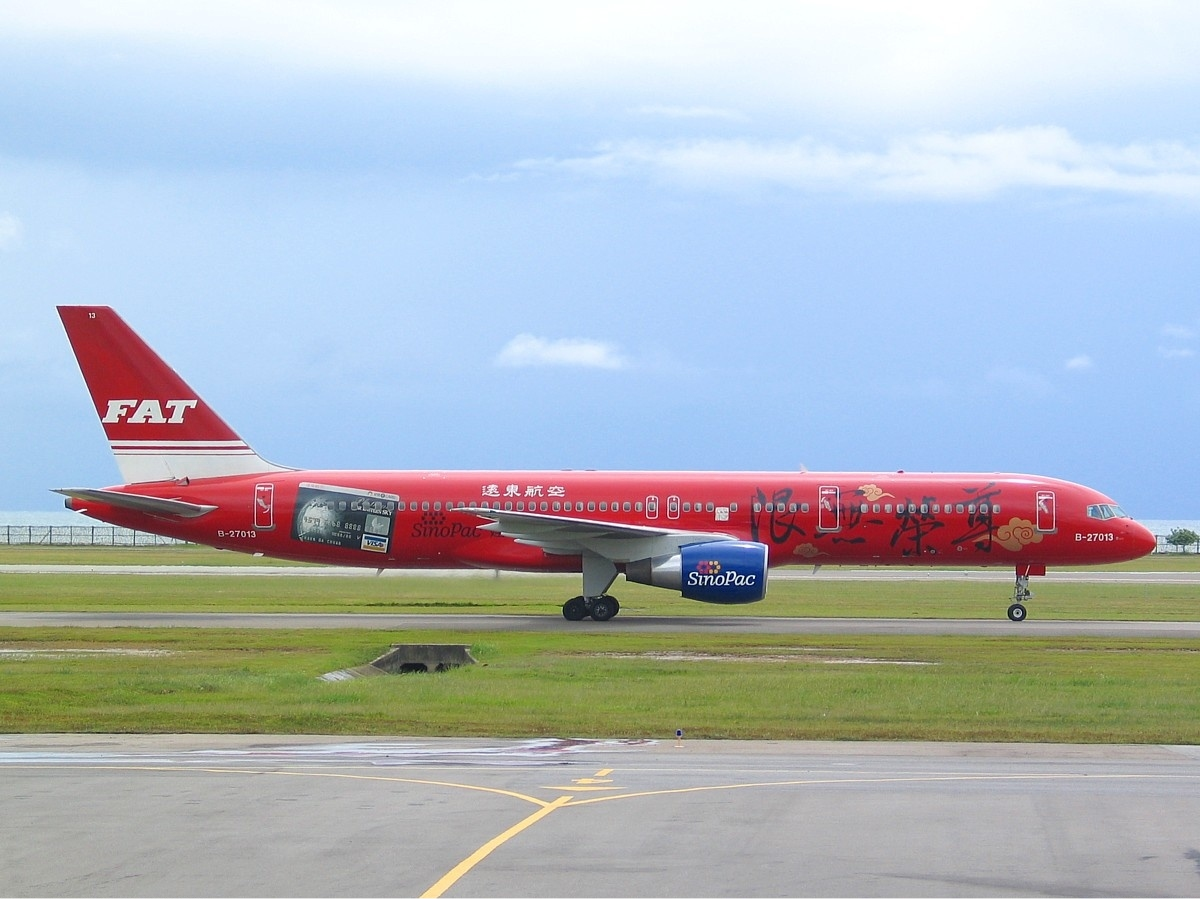
Boeing 757-200 der Far Eastern Air Transport

### Flotte bei Betriebseinstellung
Mit Stand Dezember 2019 bestand die Flotte der Far Eastern Air Transport aus 8 Flugzeugen mit einem Durchschnittsalter von 17,6 Jahren:
| Flugzeugtyp             | Anzahl | bestellt | Anmerkungen            |
| ----------------------- | ------ | -------- | ---------------------- |
| ATR 72-600              | 02     |          |                        |
| McDonnell Douglas MD-82 | 04     |          | davon eine eingelagert |
| McDonnell Douglas MD-83 | 02     |          |                        |
| gesamt                  | 08     |          |                        |

### Zuvor eingesetzte Flugzeuge

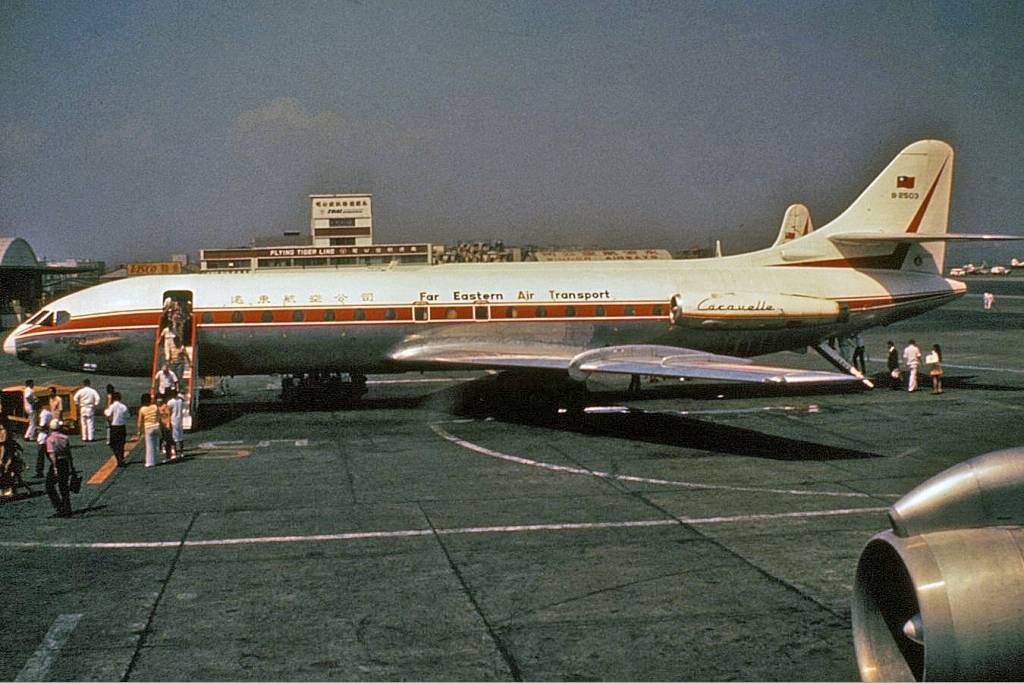
Sud Aviation Caravelle der Far Eastern Air Transport 1972

Far Eastern Air Transport betrieb in der Vergangenheit u. a. folgende Flugzeugtypen:
- Boeing 737-100
- Boeing 737-200
- Boeing 757-200
- Douglas DC-3
- Douglas DC-6
- Handley Page Herald
- McDonnell Douglas MD-90
- Sud Aviation Caravelle
- Vickers Viscount

## Zwischenfälle
Far Eastern Air Transport verzeichnete in ihrer Geschichte bis zur Betriebseinstellung im  Dezember 2019 mindestens 9 Totalverluste von Flugzeugen, davon 5 mit 212 Todesopfern. Beispiele:
- Am 24. Februar 1969 verunglückte eine Handley Page Herald der Far Eastern Air Transport (Luftfahrzeugkennzeichen B-2009) auf dem Flug von Kaohsiung nach Taipeh bei einer missglückten Notlandung in der Nähe von Tainan. Alle 32 Passagiere und die vier Besatzungsmitglieder kamen ums Leben (siehe auch Far-Eastern-Air-Transport-Flug 104).[9]

- Am 31. Juli 1975 verunglückte eine Vickers Viscount 837 der Far Eastern Air Transport (FEAT) (B-2029) bei der Landung auf dem Flughafen Taipeh-Songshan (Taiwan). Bei der vom Flughafen Hualien kommenden Maschine kam es in einem Starkregenfeld zu einem Strömungsabriss; das Flugzeug stürzte auf die Landebahn. Von den 75 Insassen starben 27, es überlebten 48.[10]

- Am 26. August 1980 stürzte eine Vickers Viscount 812, die von FEAT an die indonesische Bouraq Indonesia Airlines als PK-IVS vermietet war, nach vollständigem Kontrollverlust etwa 26 Kilometer nordöstlich des Zielflughafens Jakarta-Kemayoran ab. Ursache war das Abbrechen des rechten Höhenruders, verursacht durch den Bruch des Zentrierzapfen des rechten Flettner-Ruders. Dieser hatte seine zulässige Flugstundengrenze von 12.000 Stunden um 21.000 Stunden, also fast das Doppelte, überschritten. Alle 37 Insassen (6 Besatzungsmitglieder und 31 Passagiere) wurden aufgrund dieses Wartungsfehlers getötet (siehe auch Flugunfall der Bouraq Indonesia Airlines 1980).[11]

- Am 22. August 1981 verunglückte eine Boeing 737 der Far Eastern Air Transport (B-2603) auf dem Flug von Taipeh nach Kaohsiung infolge eines korrosionsbedingten Strukturversagens in der Luft. Von den 104 Passagieren, darunter die japanische Schriftstellerin Kuniko Mukōda, und den sechs Besatzungsmitgliedern, überlebte niemand (siehe auch Far-Eastern-Air-Transport-Flug 103).